# Pedro Cea
José Pedro Cea (Redondela, 1 september 1900 – Montevideo, 18 september 1970) was een Uruguayaans voetballer, die speelde als aanvaller. Na zijn actieve loopbaan was hij onder meer bondscoach van Uruguay (1941-1942). Hij overleed op 70-jarige leeftijd.

## Clubcarrière
Cea, bijgenaamd "El Vasco", speelde gedurende zijn carrière voor Centro Atlético Lito, Club Atlético Bella Vista en Club Nacional de Football. Met Nacional won hij de Uruguayaanse landstitel in 1933 en 1934.

## Interlandcarrière
Cea kwam in totaal 28 keer (13 goals) uit in het Uruguayaans nationaal elftal in de periode 1923–1932. Onder leiding van bondscoach Ernesto Figoli nam hij met zijn vaderland deel aan de Olympische Spelen 1924 in Parijs, waar de ploeg uit Zuid-Amerika in de finale met 3-0 te sterk was voor Zwitserland. Cea nam in dat duel de tweede treffer voor zijn rekening. Pedro Petrone had de ploeg al vroeg op een 1-0 voorsprong gezet. Zes jaar later won Cea met zijn vaderland de wereldtitel in eigen land, nadat hij twee jaar daarvoor in Amsterdam de olympische titel had weten te prolongeren met Uruguay. Cea maakte in de WK-finale tegen Argentinië (4-2) het tweede doelpunt namens Uruguay.

## Erelijst
Club Nacional de Football
- Uruguayaans landskampioen

1933, 1934